# Ferid Murad
Ferid Murad (Whiting (Indiana), 14 september 1936 – Menlo Park (Californië), 4 september 2023) was een Amerikaanse arts en farmacoloog. Hij won met Robert F. Furchgott en Louis Ignarro in 1998 de Nobelprijs voor Fysiologie of Geneeskunde voor zijn onderzoek naar stikstofmonoxide als biologische signaalstof.

## Biografie
Murad werd geboren als zoon van John Murad (geboren Xhabir Murat Ejupi), een Albanese immigrant, en Henrietta Bowman. In 1958 kreeg hij van het pre-med programma van de DePauw-universiteit een undergraduate diploma in scheikunde. In 1965 haalde hij zijn MD en farmacologie Ph.D. aan de Case Western Reserve University. Na gewerkt te hebben als docent cardiologie voor Massachusetts General Hospital (1965-67) en het National Institute of Health (NIH, 1967-70) ging hij naar de Universiteit van Virginia, waar hij in 1975 professor werd.
Van 1981 tot 1988 werkte Murad aan de Stanford-universiteit. Daarna nam hij een positie bij Abbott Laboratories, waar hij werkte als vicepresident. In 1993 kon hij zijn eigen biotechnologiebedrijf beginnen, de Molecular Geriatrics Corporation. Dit bedrijf kwam echter in financiële problemen, dus ging Murad in 1997 werken bij de Universiteit van Texas om een nieuw departement voor integratieve biologie, farmacologie en fysiologie op te zetten. Hij werd later directeur van het instituut voor moleculaire medicijnen aan dezelfde universiteit.
Murad overleed op 86-jarige leeftijd.

## Werk
Eind jaren 1970 toonde Murad aan dat nitroglycerine en andere vergelijkbare hartmedicijnen een verwijdend effect had op bloedvaten. Het was Furchgott die verklaarde dat dit effect werd veroorzaakt door een geheimzinnige "endotheel-afhankelijke relaxatiefactor" (EDRF). Pas jaren later bewezen Furchgott, Ignarro en Murad (onafhankelijk van elkaar) dat stikstofmonoxide (NO) in de bloedstroom dit effect
opwekt door ontspanning van gladde spieren. De ontdekking van NO en de functie ervan wordt beschouwd als een belangrijke stap in de geschiedenis van cardiovasculaire geneesmiddelen.